# José Carlos Bauer
Bauer, mit vollem Namen José Carlos Bauer (* 21. November 1925 in São Paulo; † 4. Februar 2007 ebenda) war ein brasilianischer Fußballspieler und -trainer. In seiner Spielerkarriere war er Mittelfeldspieler.

## Leben
José Carlos Bauer wurde 1925 in São Paulo als Sohn eines Schweizers und einer Afrobrasilianerin geboren. Er verbrachte den größten Teil seiner Fußballkarriere beim FC São Paulo, mit dem er in den Jahren von 1943 bis 1953 sechs Mal das Campeonato Paulista gewann. Er galt als einer der besten Spieler São Paulos zu dieser Zeit. Insgesamt spielte er bei São Paulo 419 Partien und erzielte 16 Tore. 1954 wechselte er zu Botafogo FR, wo er im darauffolgenden Jahr seine Karriere beendete.
Für die brasilianische Nationalmannschaft bestritt Bauer 26 Spiele und nahm an den Weltmeisterschaften 1950 und 1954 teil. Außerdem gewann er mit der brasilianischen Auswahl 1949 die Copa América.
Nach dem Ende seiner Spielerkarriere wurde Bauer Trainer. Neben Engagements bei Guadalajara in Mexiko und Millonarios in Kolumbien trainierte er auch den Verein Associação Ferroviária de Esportes  aus Araraquara im brasilianischen Bundesstaat São Paulo. Auf einer Reise des Vereins nach Mosambik sah er den jungen Eusébio spielen und berichtete bei der Weiterreise in einem Zufallstreffen in einem Friseursalon von Lissabon dem Benfica-Trainer Béla Guttmann über dessen Können – so besagt zumindest eine der Legenden.
Bauer starb 2007 im Alter von 81 Jahren.

## Erfolge
Erfolge:
- 6× Sieger im Campeonato Paulista (1943, 1945, 1946, 1948, 1949 und 1953 jeweils mit dem FC São Paulo)
- Sieger der Copa América 1949 mit der brasilianischen Nationalmannschaft
- Vize-Weltmeister 1950